# Rhys Gethin
Rhys Gethin (mort en 1405) était un chef militaire gallois lors de la révolte d'Owain Glyndŵr. Il fut également son porte-étendard. Son nom signifie "basané".
On sait peu de choses de sa vie. Il avait un frère, Hywel Coetmor, qui participa également au soulèvement. Ils étaient peut-être les petits-fils d'un fils illégitime de Dafydd ap Gruffydd.
Ils prirent part à la bataille de Bryn Glas en 1402, remportée par Glyndŵr. Rhys conduisit par la suite une armée qui captura une série de châteaux dans le sud du Pays de Galles. Il fut tué lors d'un engagement avec les forces anglaises de John Talbot à Grosmont en 1405.

## Sources
- R. R. Davies The Revolt of Owain Glyn Dŵr (Rhydychen, 1995)